# Marc-Philippe Weller
Marc-Philippe Weller (* 1974) ist ein deutscher Jurist und Professor an der Ruprecht-Karls-Universität Heidelberg.

## Leben
Weller studierte ab 1995 Rechtswissenschaften an den Universitäten Heidelberg und Montpellier. 1998 erwarb er in Montpellier die französische Licence en droit privé, im Jahre 2000 das deutsche erste Staatsexamen. Seit seiner Rückkehr aus Montpellier war er Mitarbeiter am Institut für internationales und ausländisches Privat- und Wirtschaftsrecht der Universität Heidelberg bei Erik Jayme. 2002 bestand Weller sein zweites Staatsexamen, woraufhin er eine Tätigkeit als Anwalt aufnahm. 2004 folgte seine Promotion unter Peter Hommelhoff, ebenfalls in Heidelberg. Diese Arbeit wurde mit dem Max Hachenburg-Gedächtnispreis ausgezeichnet. Seine Habilitation erfolgte 2008 an der Universität zu Köln unter Betreuung von Heinz-Peter Mansel. Diese Arbeit wiederum wurde ausgezeichnet mit dem Helmut-Schippel-Preis.
Anschließend lehrte er an der Universität Mannheim. Im Nebenamt wurde Weller Dozent an der  Mannheim Business School, was er bis heute geblieben ist. Einen Ruf an die Universität Tübingen lehnte er 2011 ab, den Ruf an die Universität Freiburg nahm er 2011 hingegen an. Dort wurde er Direktor des Instituts für Handels- und Wirtschaftsrecht. 2014 folgte ein erneuter Wechsel, diesmal an seine alma mater in Heidelberg. Dort ist er seit dem 1. Juli 2014 einer der Direktoren am Institut für internationales und ausländisches Privat- und Wirtschaftsrecht.
Weller ist Mitglied in zahlreichen Vereinigungen, darunter die Zivilrechtslehrervereinigung, die Société de Législation Comparée in Paris und die Deutsch-Französische Juristenvereinigung. Zudem ist er Mitherausgeber der Zeitschrift für Unternehmens- und  Gesellschaftsrecht sowie der Zeitschrift für Europäisches Privatrecht.